# Илич, Радиша
Ра́диша И́лич (серб. Радиша Илић / Radiša Ilić; 20 сентября 1977, Байина-Башта, Титово-Ужице — 13 марта 2025) — сербский футболист (вратарь).

## Карьера

### Клубная
Воспитанник футбольной школы ФК «Слобода» из Ужице. В середине 1998 года перешёл в состав «Партизана», где провёл пять сезонов. После этого был куплен румынским клубом «Национал», но провёл только одну игру и по окончании первенства Румынии покинул команду. С 2004 по 2006 годы играл за «Борац» из Чачака, ещё три года затем провёл в столичном ОФК. Сезон 2009/10 провёл в греческом «Пансерраикосе» и помог ему выйти в греческую Суперлигу. В январе 2010 года вернулся в «Борац», а 22 июня 2010 стал игроком «Партизана», подписав двухгодичный контракт. Участвовал в квалификационных раундах Лиги чемпионов, которые «гробари» успешно преодолели, выйдя в групповой этап.
За свою карьеру был замечен в некоторых скандальных эпизодах: так, неоднократно подвергался оскорблениям и проклятиям со стороны фанатов клуба «Црвена звезда».

### В сборной
Провёл единственную игру 6 февраля 2008 в составе сербской сборной против Македонии (1:1).

### Тренерская
В 2013—2016 годах был тренером вратарей «Партизана».
Скончался 13 марта 2025 года. Было объявлено, что Илич покончил с собой, спрыгнув с балкона своего многоквартирного дома.

## Достижения
- Чемпион Сербии (1): 2011/12